# Hortensja ogrodowa
Hortensja ogrodowa (Hydrangea macrophylla) – gatunek krzewu z rodziny hortensjowatych. Typowa forma pochodzi z wschodniej i południowej Azji (Chiny, Japonia, Korea, Indochiny). Jest powszechnie uprawiana w licznych krajach świata, jednakże w uprawie rzadko spotyka się typową, dziko rosnąca formę. Zazwyczaj uprawiane są kultywary i mieszańce z hortensją kosmatą (Hydrangea aspera).

## Morfologia
ŁodygaOsiąga wysokość do 1,5 metra.
LiścieOwalne, gęsto rozmieszczone na łodydze, najczęściej ciemnozielone, u niektórych odmian z jasnymi przebarwieniami.
KwiatyBiałe, liczne odcienie różowego i niebieskiego zebrane w najczęściej kuliste, wypukłe i gęste baldachogrona o średnicy 15-25 centymetrów; u niektórych odmian kwiatostany płaskie, dość luźne, z małymi kwiatami płodnymi w środku i kwiatami płonnymi na zewnątrz. U większości uprawianych kultywarów kwiatostany składają się wyłącznie z kwiatów płonnych.

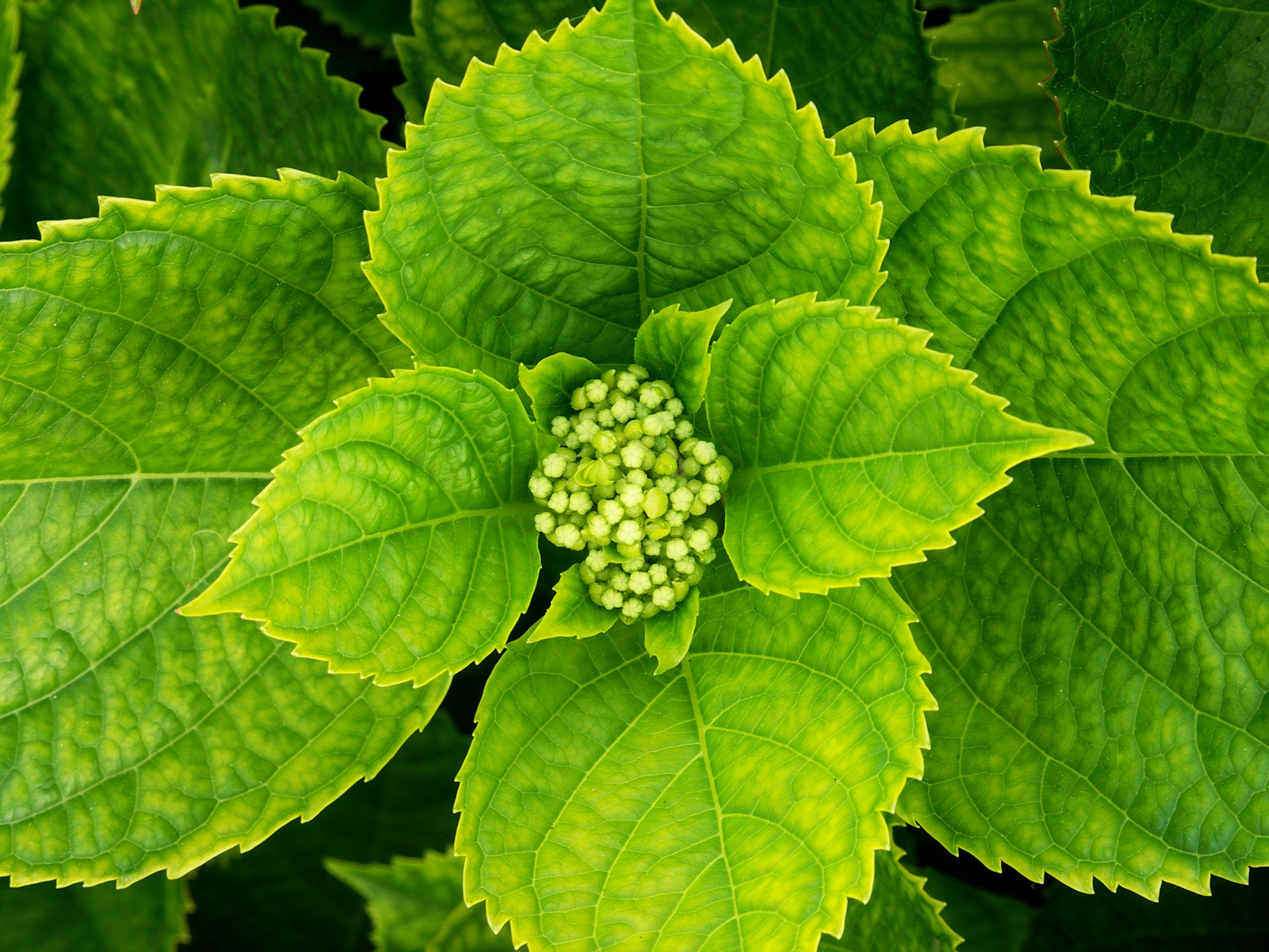
Liście hortensji ogrodowej
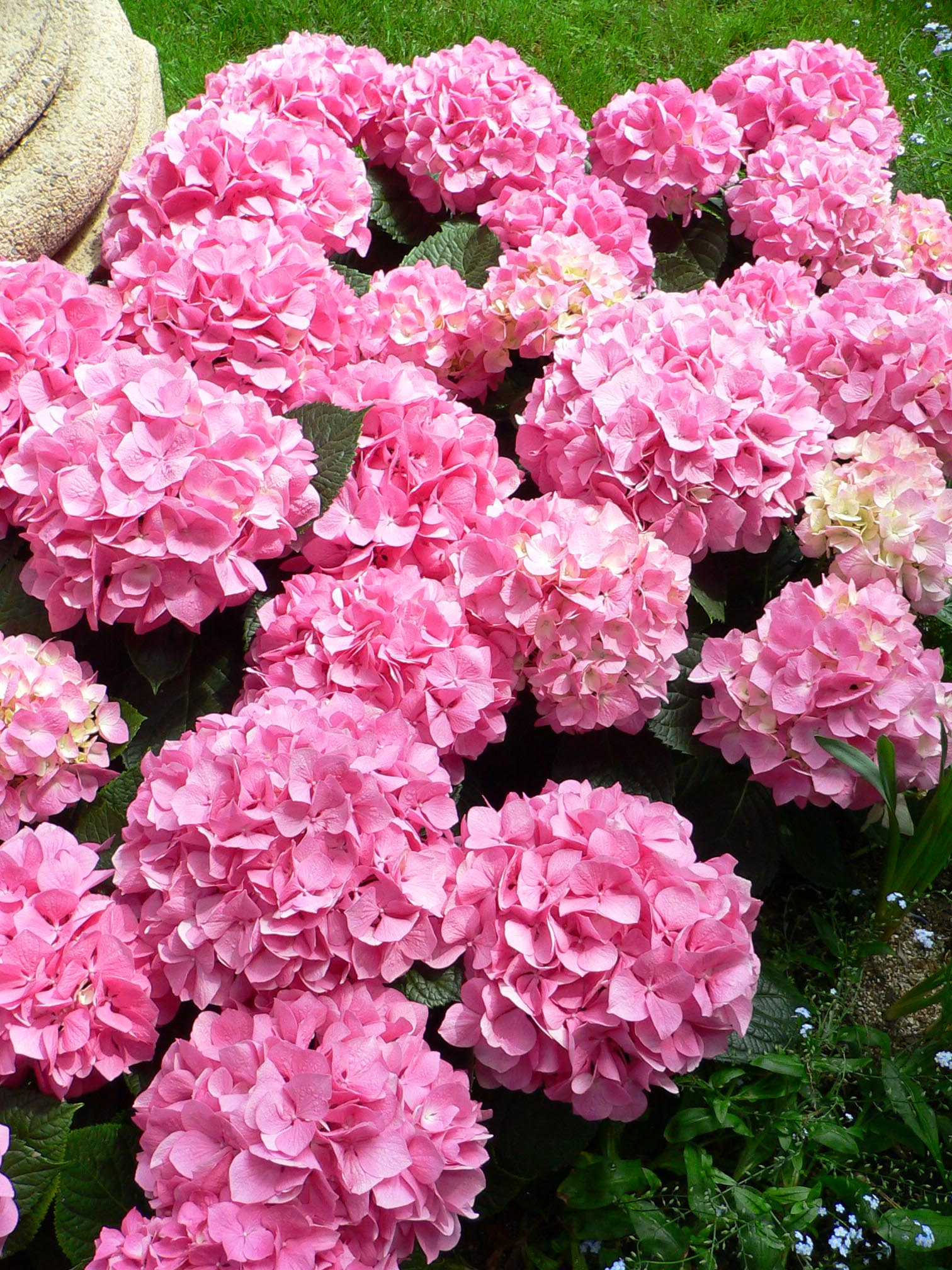
Kwiatostany

## Zastosowanie

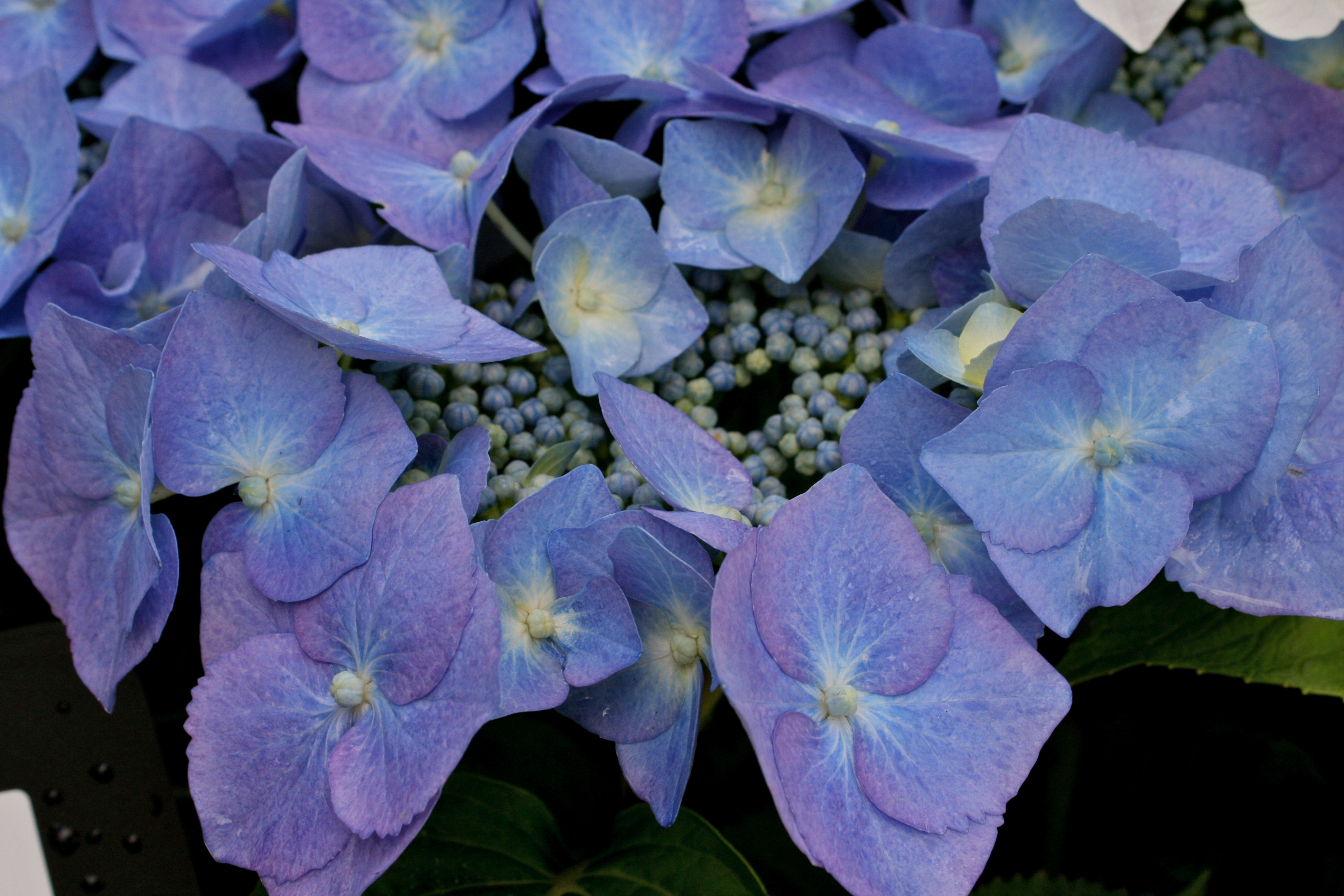
'Blaumeise'

Roślina ozdobna: uprawiana jest zarówno jako roślina ogrodowa, jak i roślina doniczkowa. Sadzona w ogrodzie kwitnie od końca czerwca do początku mrozów.

## Uprawa
Charakteryzuje się umiarkowaną odpornością na mróz. Najlepiej rośnie i kwitnie w klimacie morskim o dużej wilgotności i średnim nasłonecznieniu. Może być uprawiana w strefie klimatycznej 6-10. Kwitnie na pędach zeszłorocznych, dlatego należy chronić je podczas silniejszych mrozów oraz zachować ostrożność przy obcinaniu. Gleba powinna być żyzna, raczej próchniczna, o kwaśnym odczynie. Dla niektórych odmian kolor kwiatów zależy od pH gleby i obecności soli glinu. Czerwonawe odcienie występują przy bardziej zasadowym odczynie podłoża, a w odczynie kwaśnym i w obecności soli glinu kwiaty barwią się na niebiesko. Przez czerwiec-lipiec należy ją co 10 dni nawozić płynnymi, rozcieńczonymi nawozami wieloskładnikowymi z przewagą nawozów azotowych. Pod koniec lipca powinny przeważać nawozy fosforowe i potasowe. Na początku września należy zaprzestać nawożenia i ograniczyć podlewanie, by pędy zdążyły zdrewnieć przed zimą. Rozmnaża się ją z sadzonek wykonanych z bocznych pędów, przy temperaturze 18-20 °C.

## Zmienność
Podgatunki

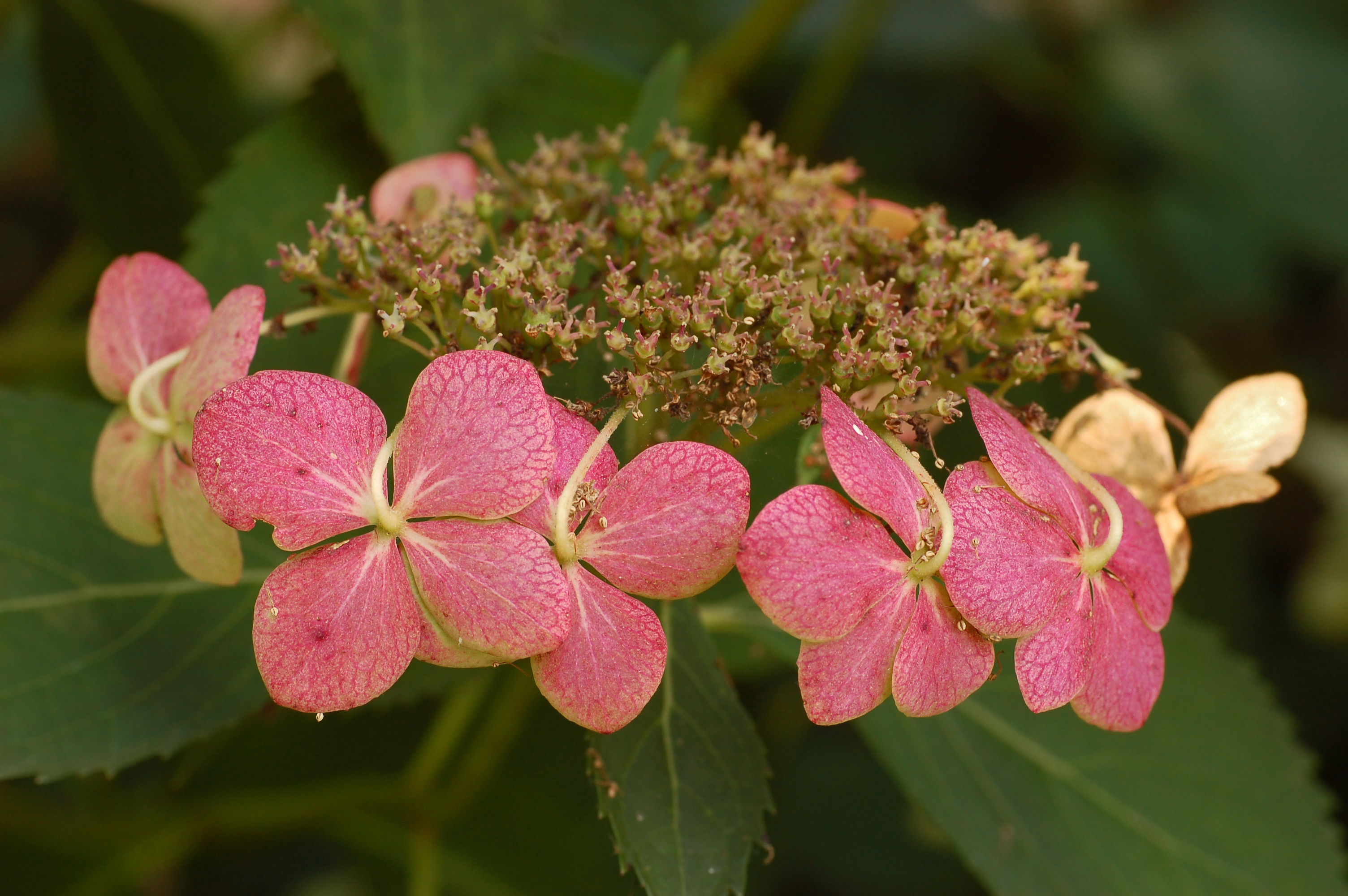
'Tokyo Delight'

- H. macrophylla (Thunb.) Ser. subsp. chungii (Rehder) E. M. McClint.
- H. macrophylla (Thunb.) Ser. subsp. serrata (Thunb.) Makino
- H. macrophylla (Thunb.) Ser. subsp. macrophylla (hortensja kulista)
- H. macrophylla (Thunb.) Ser. subsp. stylosa (Hook. f. & Thomson) E. M. McClint.

Niektóre kultywary
- 'Bouquet Rose' – o dużych, różowych kwiatach
- "Mariesil Perfecta' – odmiana niska o lilaróżowych oraz niebieskich kwiatach.
- 'Masja' – o czerwonych kwiatach.